# Ancana
- Commons
- Wikispecies

Ancana Muell.  é um género botânico pertencente à família Annonaceae.

## Sinonímia
- Meiogyne Miq.

## Espécies
Apresenta duas espécies:
- Ancana hirsuta
- Ancana stenopetala